# Ріта Бумі-Папа
Рі́та Бу́мі-Папа́ (грец. Ρίτα Μπούμη-Παπά; * 27 листопада 1906, Сірос,— † 1984, Афіни) — грецька поетеса і перекладачка. Учасниця Руху Опору. Дружина Н. Папаса (грец. Νίκος Παππάς; 1906—1997). Перекладала твори з румунської, італійської, російської та української мов.

## Біографія
Навчалася в університеті в Парижі.
Авторка багатьох збірок поезій: «Пісні кохання» («Τα τραγούδια στην αγάπη», 1930), «Афіни» («Αθήνα», 1945), «Троянда зустрічі» («Το ρόδο της υπαπαντής», 1960), «Урожай квітів у пустелі» («Ανθοφορία στην έρημο», 1962), «Тисяча розстріляних дівчат» («Χίλια σκοτωμένα κορίτσια», 1963), «Чарівна сопілка» («Η μαγική φλογέρα», 1965) та інших. Їй належать також повісті «Морган Йоанніс, скляний принц, та його перетворення» («Μόργκαν Ιωάννης, ο γυάλινος πρίγκηπας και οι μεταμορφώσεις του», 1972), «Хрісо» («Η Χρυσώ», 1984).
У газеті «Αυγή» («Світанок») 9 березня 1964 року надрукувала статтю «Великий співець українського народу» — про життя і творчість Тараса Шевченка. Для ювілейного видання його «Творів» (Афіни, 1964) грецькою мовою переклала «Садок вишневий коло хати» і «Думи мої, думи мої, лихо мені з вами!». Переклади відзначалися глибоким проникненням у зміст твору, вдалим добором грецької лексики, проте не передавали розміру Шевченкових віршів. 1964 року в афінах разом з Я. Ріцосом та Еллі Алексіу брала участь у вечорі пам'яті Шевченка.
Крім української, перекладала ще з багатьох мов. Серед авторів перекладених нею творів — Бертольт Брехт, Семюел Беккет, Фредері Містраль, Хуан Рамон Хіменес, Борис Пастернак, Сальваторе Квазимодо, Тудор Аргезі, Михайло Шолохов, Любомир Левчев, Едуардо Де Філіппо, Єлисавета Багряна, Нікола Вапцаров, Йон Крянге, Карло Леві. Видала також перекладену нею антологію негритянських поетів.
Поезії Ріти Бумі-Папа перекладалися українською.
Ріта Бумі-Папа є першим поетом новогрецької літератури, хто присвятив свій твір Україні. Ось уривок її вірша «Україна» (1941), в якому вона ніжно оспівує працелюбних українських селян та одночасно оплакує долю українського народу:
…В ланах пшениця саме достигала,
Стрункі високі парубки
Жінки вродливі з ніжними очима
Прийшли врожай збирати
І в зеленій бурі жнив
Пісні лунали над степами.
Не відали, що люту смерть
Несуть чужинці в край ваш тихий,
Що візьмуться вогнем пожеж
Ліси і села, що не зе́рно,
А долю вашу
Розвіє буйний вітер.
Над Руссю хижий меч навис,
Над краєм князя Владими́ра.
Упав Житомир. Побрели
Шляхами горя старі і діти.
Заревіли степи безмежні.
пси голодні виють. І на сполох
Заклично б'ють вже дзвони візантійські…
О Києве, ковчег візантійського тисячоліття,
О місто слави, скарбів і спогадів,
Відблиск твоїх вогнів, що у відчаї рвуться до неба,
Я побачила на гітлерівських екранах в Афінах
І, ридаючи в темряві, благала від них тепла,
Щоб не змерзнути навіки у цій пітьмі,
Щоб зберегти хоч жменьку пекучого жару своєї поезії
Серед холоду, мороку і непевності!…